# Dera Gopipur
Dera Gopipur es un pueblo y nagar Panchayat  situado en el distrito de Kangra,  en el estado de Himachal Pradesh (India). Su población es de 4816 habitantes (2011). 

## Demografía
Según el censo de 2011 la población de Dera Gopipur era de 4816 habitantes, de los cuales 2458 eran hombres y 2358 eran mujeres. Dera Gopipur tiene una tasa media de alfabetización del 89,32%, superior a la media estatal del 82,80%: la alfabetización masculina es del 92,30%, y la alfabetización femenina del 86,24%.